# Nicolás Pasquini
Nicolás Pasquini (Los Surgentes, 2 gennaio 1991) è un calciatore argentino, centrocampista dello Sporting Cristal.

## Caratteristiche tecniche
Gioca come esterno sinistro.

## Palmarès

### Competizioni internazionali
- Coppa Sudamericana: 1

Lanús: 2013

### Competizioni nazionali
- Campionato argentino: 1

Lanús: 2016
- Supercopa Argentina: 1

Lanús: 2016